# نسلیحان بوزکایا
نسلیحان بوزکایا (انگلیسی: Neslihan Bozkaya؛ زادهٔ ۲۳ ژوئن ۲۰۰۲) بازیکن فوتبال اهل جمهوری آذربایجان است.
وی همچنین در تیم‌های ملی فوتبال Azerbaijan women's national football team بازی کرده‌است.